# جوليان هندرسون
جوليان هندرسون (بالإنجليزية: Julian Henderson)‏ هو عالم عقيدة وقسيس وكنسي بريطاني، ولد في 23 يوليو 1954.